# Emerich Dembrovschi
Emerich Dembrovschi (Câmpulung la Tisa, Rumania; 6 de octubre de 1945) es un exfutbolista y entrenador rumano que jugaba en la posición de delantero.

## Carrera

### Club
Inició su carrera profesional con el FCM Bacau en 1966 anotando 63 goles en 190 partidos hasta 1974 cuando fue traspasado al FC Politehnica Timişoara, equipo con el que anotó 51 goles en 208 partidos y ayudó al equipo a ganar la Copa de Rumania en la temporada de 1980, retirándose un año después.

### Selección nacional
Jugó para Rumania de 1968 a 1973 anotando 9 goles en 27 partidos, incluyendo uno en la Copa Mundial de Fútbol de 1970 en la derrota 2-3 ante Brasil.

### Entrenador
Dirigió en dos etapas al FC Politehnica Timişoara entre 1983 y 1997 y también dirigió al UTA Arad en 1997.

## Goles internacionales
| #  | Fecha      | Sede                                        | Rival          | Marcador | Resultado | Competición                                          |
| -- | ---------- | ------------------------------------------- | -------------- | -------- | --------- | ---------------------------------------------------- |
| 1. | 3-9-1969   | JNA Stadium, Belgrado, Yugoslavia           | Yugoslavia     | 0–1      | 1–1       | Amistoso                                             |
| 2. | 16-11-1969 | 23 August Stadium, Bucarest, Rumania        | Grecia         | 1–0      | 1–1       | Clasificación para la Copa Mundial de Fútbol de 1970 |
| 3. | 10-6-1970  | Estadio Jalisco, Guadalajara, México        | Brasil         | 2–3      | 2–3       | México 1970                                          |
| 4. | 21-4-1971  | Vojvodina Stadium, Novi Sad, Yugoslavia     | Yugoslavia     | 0–1      | 0–1       | Amistoso                                             |
| 5. | 22-9-1972  | Olympic Stadium, Helsinki, Finlandia        | Finlandia      | 0–3      | 0–4       | Clasificación para la Eurocopa 1972                  |
| 6. | 10-10-1971 | Idrætsparken Stadium, Copenhagen, Dinamarca | Dinamarca      | 2–1      | 2–1       | Clasificación para Múnich 1972                       |
| 7. | 14-11-1971 | 23 August Stadium, Bucarest, Rumania        | Checoslovaquia | 1–0      | 2–1       | Clasificación para la Eurocopa 1972                  |
| 8. | 3-9-1972   | Stadionul Central, Craiova, Rumania         | Austria        | 1–1      | 1–1       | Amistoso                                             |
| 9. | 29-10-1972 | 23 August Stadium, Bucarest, Rumania        | Albania        | 2–0      | 2–0       | Clasificación para la Copa Mundial de Fútbol de 1974 |

## Logros
- Cupa României (1): 1979–80